# Orzoaia de Sus, Prahova
Orzoaia de Sus este o localitate componentă a orașului Urlați din județul Prahova, Muntenia, România.
În 2011, localitatea avea 212 locuitori.